# ヴィルヘルム・ルー

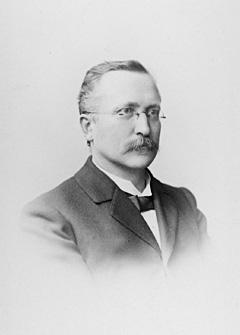
ヴィルヘルム・ルー

ヴィルヘルム・ルー（Wilhelm Roux, 1850年6月9日、イェーナ - 1924年9月15日、ハレ）は、ドイツの発生学者。当時は比較発生学的研究が主流だったのに対して、胚に人工的に細工をして、その経過から発生の仕組みを解き明かそうとする、いわゆる実験発生学を開いた。

## 経歴
イェナ大学でエルンスト・ヘッケルに動物学を学び、ベルリン大学でルドルフ・フィルヒョウに学ぶ。
ブレスラウ・インスブルック・ハレ等の大学で解剖学の教授を務めた。
彼の活動はほぼ三つの時期に分けられる。
- 1. 成体器官の構造の因果的解釈を行った期間。血液断面や血管の分岐の様子と血流について流体力学的に論じたり、機能を営む器官は、機能に適したように形作られるという機能適応の説を論じた。これはダーウィンの理論を体内の細胞に適用したものであるが、周囲からははなはだ評判が悪かった。師であったシュヴァルベは『二度とあんな哲学的な本は書かないように。そうでないと解剖学の正教授になれない』と言った由。
- 2. 発生過程の因果分析的研究の時期。下記のカエル胚の実験などはこの時期に行われた。
- 3. 自身の研究をやめたのち、実験発生学の基礎付けと普及に努力した期間。

彼は「実験発生学こそがやがて精密生物学のあらゆる分野の基礎となるだろう」と言い、そのためにはいかなる批判に対しても徹底的に反論し、そのために『ルーは必ず応酬する』と言われた。
彼はヘッケルらによる、発生の過程を系統発生を知る手掛かりとするやり方(比較発生学)に反発し、「発生学は進化論のしもべではない」と言ったと伝えられる。
もっとも有名な実験は、カエルの2細胞期に片方の割球を焼いた針を使って殺し、残りの割球を育てて、片方半身だけの胚を得たことである。彼はこれを解釈して、卵割によって、それぞれの細胞の分化が決定づけられてゆくと考えた。つまり、第一卵割によって、右側の細胞からは右半身が作られるように決定すると考えたのである。また、その理由を、受精卵には全身の器官への分化を決定する因子がすべて含まれており、細胞分裂によってそれが不平等に分配される事によるものと考えた。しかし殺した細胞を取り除いて同様の実験を行えば、小さいながらも完全な胚を得ることができることがわかっており、彼のこの考えは過ちである事が分かったが、彼の始めた手法が発生の過程とそれを支えるしくみの解明に多大な影響を与えたのは事実である。彼の弟子に当たるハンス・シュペーマンは彼の手法を推し進め、この分野での最大の成功を収めた。

## ルーの法則
生理学における基本法則。現代のスポーツや体育のトレーニングにおいてもこの考え方が用いられている。専門的に言うと、
- 活動性肥大の原則
- 不活動性萎縮の法則
- 長期にわたる機能向上制限による器官の特殊な活動能力減退の法則
- 合目的的構造の機能的自己形成の原理

簡潔に言えば、身体（筋肉）の機能は適度に使うと発達し、使わなければ萎縮（退化）し、過度に使えば障害を起こすというものである。